# Anne Grimdalen
Anne Grimdalen, född 1 november 1899 i Skafså, Tokke, död 3 oktober 1961 i Oslo, var en norsk skulptör.
Anne Grimdalen utbildades vid akademierna i Oslo och Köpenhamn. Hon utförde flera djurskulpturer i en stil med rena plan, där monumental kraft kombinerades med känslighet i detaljerna. Genom sina tävlingsförslag 1938 till skulpturutsmyckningen av Oslo nya rådhus väckte hon stor uppmärksamhet. Hon utförde där bland annat en ryttarstaty av Harald Hårdråde i jätteformat för den stora centralhallen.